# Brian Taves
Brian Taves, né le 22 avril 1959 et mort le 17 décembre 2019, est un universitaire et vernien américain, spécialiste du cinéma hollywoodien.

## Biographie
Historien du cinéma, professeur à l'Université de Californie du Sud, archiviste cinématographique de la Bibliothèque du Congrès depuis 1990, on lui doit aussi la traduction américaine de plusieurs ouvrages méconnus de Jules Verne comme Le Mariage de M. Anselme des Tilleuls (2011) ou la pièce de théâtre Monsieur de Chimpanzé (2011).
Il est, par ailleurs, le vice-président de la North American Jules Verne Society puis le président de 2012 à 2018.

## Œuvres
- Robert Florey the French Expressionist, 1987
- The Romance of Adventure: The Genre of Historical Adventure Movies, 1992
- The Jules Verne Encyclopedia, avec Stephen Michaluk, 1996
- P.G. Wodehouse And Hollywood : Screenwriting, Satires And Adaptations, 2005
- Talbot Mundy, Philosopher of Adventure: A Critical Biography, 2005
- Thomas Ince: Hollywood's Independent Pioneer (en), 2011
- Hollywood Presents Jules Verne: The Father of Science Fiction on Screen, 2015